# Athyrium yakumonticola
Athyrium yakumonticola är en majbräkenväxtart som beskrevs av Kurata. Athyrium yakumonticola ingår i släktet Athyrium och familjen Athyriaceae. Inga underarter finns listade.